# Jennifer Morrison
Jennifer Marie Morrison (n. 12 aprilie 1979) este o actriță, fotomodel și producător de film american.

## Filmografie

### Filme de lung metraj
| An   | Titlu                                        | Rol                | Note                        |
| ---- | -------------------------------------------- | ------------------ | --------------------------- |
| 1994 | Intersection                                 | Meaghan Eastman    |                             |
| 1994 | Miracle on 34th Street                       | Denice             |                             |
| 1999 | Stir of Echoes                               | Samantha Kozac     |                             |
| 2000 | Urban Legends: Final Cut                     | Amy Mayfield       |                             |
| 2001 | The Zeros                                    | Joyce              |                             |
| 2002 | Design                                       | Sonya Mallow       |                             |
| 2002 | Big Shot: Confessions of a Campus Bookie     | Callie             |                             |
| 2002 | Nantucket                                    | Alicia             |                             |
| 2002 | 100 Women                                    | Annie              |                             |
| 2003 | Grind                                        | Jamie              |                             |
| 2004 | Mall Cop                                     | Chris              |                             |
| 2004 | The Sure Hand of God                         | Lily Bowser        |                             |
| 2004 | Surviving Christmas                          | Missy Vanglider    |                             |
| 2004 | Lift                                         | Sarah              | Film de scurtmetraj         |
| 2005 | Mr. & Mrs. Smith                             | Jade               |                             |
| 2006 | The Script                                   | Christie           | Film de scurtmetraj         |
| 2006 | Flourish                                     | Gabrielle Winters  | plus producător             |
| 2007 | The Murder of Princess Diana                 | Rachel Visco       |                             |
| 2007 | Big Stan                                     | Mindy              |                             |
| 2009 | Star Trek                                    | Winona Kirk        |                             |
| 2009 | Table for Three                              | Leslie Green       |                             |
| 2011 | Bringing Ashley Home                         | Ashley Phillips    |                             |
| 2011 | Warrior                                      | Tess Conlon        |                             |
| 2012 | Stars in Shorts                              | Agent Rachel Mintz | Segmentul: "Prodigal"       |
| 2012 | Knife Fight                                  | Angela             |                             |
| 2012 | Some Girl(s)                                 | Sam                |                             |
| 2013 | Alpha Alert                                  | Lt. White          | Original intitulat Event 15 |
| 2014 | Once upon a time - A fost odată ca niciodată | Emma Swan          |                             |
| 2015 | To Dust Return – Întoarcerea în țărână       | Sharon Reynolds    | Film de scurtmetraj         |
| 2015 | Mattresside                                  | Angelica           | Film de scurtmetraj         |
| 2015 | 6 Miranda Drive                              | Joy Carter         | Post-producție              |

### Film de scurt metraj
- The Tattooed Heart — Inima tatuată – Regizor: Sheldon Wong Schwartz, scenariu: Matt Olmstead, cu Jennifer Morrison și Madison Wolfe

### Televiziune
| An            | Titlu                               | Rol                   | Note |
| ------------- | ----------------------------------- | --------------------- | --- |
| 2001          | The Chronicle                       | Gwen                  | Episodul: "Let Sleeping Dogs Fry"                                                                                |
| 2001          | Touched by an Angel                 | Melissa               | Episodul: "Most Likely to Succeed"                                                                               |
| 2001–02       | Dawson's Creek                      | Melanie Shay Thompson | 2 episoade |
| 2002          | Any Day Now                         | Mandy Singer          | Episodul: "In Too Deep"                                                                                          |
| 2002          | The Random Years                    | Megan                 | Episodul: "Pilot"                                                                                                |
| 2004–2012     | House M.D. – House (Medical Doctor) | Dr. Allison Cameron   | 130 episoade Nominalizare—Screen Actors Guild Award for Outstanding Performance by an Ensemble in a Drama Series |
| 2009          | The Super Hero Squad Show           | Wasp                  | 3 episoade; voce                                                                                                 |
| 2010          | Chase                               | Faith Maples          | Episodul: "Paranoia"                                                                                             |
| 2011          | Five                                | Sheila                | Segmentul: "Charlotte"                                                                                           |
| 2010–11, 2014 | How I Met Your Mother               | Zoey Pierson          | Sezonul 6 (12 episoade) Sezonul 9 (1 episod)                                                                     |
| 2011–2017     | Once Upon a Time                    | Emma Swan             | Rolul principal Nominalizare—People's Choice Award for Favorite On-Screen Chemistry (with Colin O'Donoghue)      |

### Videoclipuri
| An   | Titlu                                               | Artist      |
| ---- | --------------------------------------------------- | ----------- |
| 2002 | "Too Bad About Your Girl" – Prea rău pentru fata ta | The Donnas  |
| 2003 | "Shut Up" – "Taci                                   | Nick Lachey |

### Jocuri video
| An   | Titlu                              | Rol         | Note |
| ---- | ---------------------------------- | ----------- | ---- |
| 2007 | Command & Conquer 3: Tiberium Wars | Kirce James |      |